# Velódromo de Cap Blanc
El Velódromo de Cap Blanc fue una instalación de ciclismo en pista al aire libre situada en el municipio español de Llucmajor, en las Islas Baleares, existente entre 1925 y 1943.
Fue la tercera pista ciclista existente en la localidad, después de s'Hort des Frares (1897-1901) y el Monestir Park (1914-1916).

## Historia
Fue impulsado por la sociedad deportiva Llucmajor Sport Club, entidad inicialmente dedicada únicamente al fútbol, e inaugurado el 14 de junio de 1925 con la disputa de seis pruebas ciclistas. Desde el principio también funcionó como campo de fútbol del equipo Llucmajor Sport Club, así como de otros equipos de la población.
Tenía una cuerda de 333,33 metros (al igual que su antecesor, el Monestir Park) y fue diseñado a modo de polideportivo, ya que en su espacio central hubo un campo de baloncesto, entre otros deportes.
Pronto acogió pruebas ciclistas de importancia bajo la dirección del exciclista Antoni Llompart Julià. Entre otras, ocho ediciones del Campeonato de Baleares de ciclismo entre 1927 y 1934. Rivalizó en importancia con la principal pista de la isla, el Velódromo de Tirador. Estaba ubicado aproximadamente en el espacio que ocupa actualmente la calle Catalunya, trazada posteriormente.
Con la Guerra civil española entró en crisis y no se pudo recuperar, dejando de estar activa después de 1943. Actualmente no queda ningún rastro de la instalación.

## Eventos
- Campeonato de Baleares de velocidad: 1927, 1928, 1929, 1930, 1931, 1933, 1934.
- Campeonato de Baleares de fondo: 1930.